# Georg Alexander Pick
 Georg Alexander Pick (10 de agosto de 1859 - 26 de julio de 1942) fue un matemático de origen judío nacido en Austria. Murió durante la Segunda Guerra Mundial en el Campo de concentración de Theresienstadt, donde había sido internado tras la invasión alemana.
Es conocido por el Teorema de Pick, una elegante fórmula matemática que permite determinar el área de polígonos cuyos vértices se sitúan sobre los puntos de una retícula regular. Publicado en un artículo en 1899, se popularizó cuando Hugo Steinhaus lo incluyó en la edición de 1969 de Mathematical Snapshots.

## Semblanza
Pick nació en el seno de una familia judía, hijo del matrimonio formado por Josefa Schleisinger y Adolf Josef Pick. Su padre dirigía un instituto privado, y hasta cumplir los once años, Pick se educó en su hogar. Estudió en el Universidad de Viena y defendió su tesis doctoral en 1880 bajo la dirección de Leo Königsberger y de Emil Weyr. Después de obtener su doctorado, fue nombrado asistente de Ernst Mach en la Universidad Carolina de Praga, donde se convirtió en docente en 1881. Se despidió de la universidad en 1884, pasando a trabajar con Felix Klein en la Universidad de Leipzig. Aparte de ese año, permaneció en Praga hasta su retiro en 1927, cuando regresó a Viena.
Pick encabezó el comité en la (entonces) Universidad Carolina, que designó a Albert Einstein presidente de física matemática en 1911. Mostró a Einstein el trabajo de los matemáticos italianos Gregorio Ricci-Curbastro y Tullio Levi-Civita en el campo del cálculo diferencial absoluto, que más tarde en 1915 ayudó a Einstein a formular con éxito la relatividad general.
Charles Loewner fue uno de sus alumnos en Praga. También dirigió las tesis doctorales de Josef Grünwald, Walter Fröhlich y Saly Struik. Después de retirarse en 1927, regresó a Viena, la ciudad donde nació. Tras el Anschluss, cuando los nazis marcharon sobre Austria el 12 de marzo de 1938, Pick regresó a Praga. Fue expulsado de la Academia Checa de Ciencias y Artes tras la ocupación alemana de Checoslovaquia acontecida en marzo de 1939. Enviado al campo de concentración de Theresienstadt el 13 de julio de 1942, murió allí dos semanas después.